# هاینریش خونرات

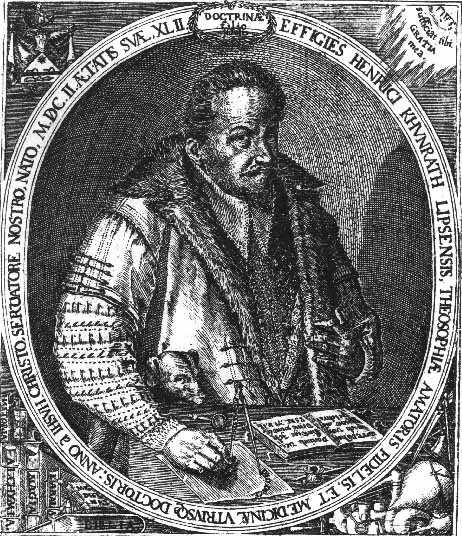
هاینریش خونرات

هاینریش خونرات (تولد حدود ۱۵۶۰ در لایپزیگ، فوت ۹ سپتامبر ۱۶۰۵ در درسدن) یک پزشک، کیمیاگر و کابالیست آلمانی بود.

## خانواده
هاینریش خونرات در حدود سال ۱۵۶۰ از یک تاجر بنام سباستین کونرات و همسرش آنا در لایپزیک به دنیا آمد. برادر بزرگتر او کنراد خونرات همچنین یک کیمیاگر بود.

## تحصیلات
او در سال ۱۵۷۰، در سن ده سالگی، در دانشگاه لایپزیگ ثبت نام کرد. در سال ۱۵۷۴ برای اولین بار با کیمیاگری آشنا شد. او ممکن است در سال ۱۵۷۰ با نام هنریکوس کنراد لیپس در دانشگاه لایپزیک ثبت نام کرده باشد! زندگی او بخاطر استفاده از نامهای متعدد در ابهام قرار دارد ولی مسلماً در ماه مه ۱۵۸۸ از دانشگاه بازل سوئیس فارغ‌التحصیل شده و در ۳ سپتامبر همان سال دکترای خود را پس از دفاع از ۲۸ پایاننامه در رشته پزشکی دریافت کرده‌است.
خونرات، شاگردِ پاراسلسوس، در درسدن، ماگدبورگ و هامبورگ به طبابت مشغول بود و احتمالاً در لایپزیگ سمت استادی داشت.
او پس از ۱۵۸۸ به‌طور گسترده سفر می‌کرد، از جمله اقامت در دربار امپراتوری در پراگ، خانه امپراتور هابسبورگ رودولف دوم.
قبل از رسیدن به پراگ، او در ۲۷ مه ۱۵۸۹ در برمن با جان دی، دانشمند و جادوگر انگلیسی ملاقات کرد. زمانی که دی در راه بازگشت از بوهم به انگلستان بود. خونراث در آثار بعدی خود دی را ستود.
در طول اقامت در کرسی خود خونرات با ادوارد کلی کیمیاگر ملاقات کرد. این ملاقات پس از جدایی کلی و دی اتفاق افتاد.
در سپتامبر ۱۵۹۱، خونرات به عنوان پزشک دربار کنت روزنبرگ در تربونا منصوب شد. او احتمالاً زمانی در تربونا، یکی از نویسندگان احتمالی رساله‌های بازیلیوس والنتینوس در مورد کیمیاگری بود.
کار خونرات در محافل لوتری مهم بود. جان وارویک مونتگومری اشاره کرده‌است که یوهان آرنت (۱۵۵۵–۱۶۲۱) که نویسنده تأثیرگذار کتاب‌های تقوا و عبادت لوتری بود، تفسیری بر آمفی تئاتر نوشت. برخی از ایده‌های آثار او ماهیت کابالیستی دارند و نشان‌دهندهٔ چلیپای گلگون هستند.

## مرگ
هاینریش خونرات در ۹ سپتامبر ۱۶۰۵ در درسدن درگذشت.